# Ergasilus luciopercarum
Ergasilus luciopercarum is een eenoogkreeftjessoort uit de familie van de Ergasilidae. De wetenschappelijke naam van de soort is voor het eerst geldig gepubliceerd in 1926 door Henderson.